# تيمي ميلغرو
تيمي ميلغرو (بالإنجليزية: Timi Mulgrew)‏ هو لاعب كرة قدم أمريكي في مركز الهجوم، ولد في 16 سبتمبر 1992 في ستيرلينغ ‏ في الولايات المتحدة. لعب مع نيو إنغلاند ريفولوشن.

## وصلات خارجية
- تيمي ميلغرو على موقع الدوري الأمريكي (الإنجليزية)
- تيمي ميلغرو على موقع قاعدة بيانات كرة القدم.إي يو (الإنجليزية)